# クリストファー・ベックウィズ
クリストファー・I・ベックウィズ (Christopher I. Beckwith、1945年10月23日 - ) はアメリカの文献学者・言語学者。インディアナ州のインディアナ大学ブルーミントン校で、中央ユーラシア研究学科の特別教授を務める。
オハイオ州立大学で1968年に中国学の学士、インディアナ大学ブルーミントン校で1974年にチベット学の修士および1977年に内陸アジア研究の博士の学位をそれぞれ取得している。
マッカーサー・フェローを受賞したこともあるベックウィズは、中央アジアの研究者で、古代から中世の中央アジアの歴史と文化を研究している。彼はアジアの言語の研究と言語学と、中央ユーラシアの歴史と、を同時に専門としている。彼は古チベット語、中央ユーラシアの言語と中央ユーラシアの歴史を学生に教え、またアラム語、中国語、日本語、高句麗語、古チベット語、トカラ語、古チュルク語、ウズベク語およびその他の言語を研究している。
彼のもっとも著名な成果として「Greek Buddha: Pyrrho's Encounter with Early Buddhism in Central Asia (邦訳 ギリシアのブッダ：ピュロンと初期仏教との出会い)」と「ユーラシア帝国の興亡：世界史四〇〇〇年の震源地 (原題 Empires of the Silk Road: A History of Central Eurasia from the Bronze Age to the Present)」が挙げられる。ギリシアのブッダは初期仏教と、アレクサンドロス大王のインド遠征に従軍したピュロンの哲学とを結びつける。本書は初期仏教、ピュロン主義、道教、ジャイナ教と沙門運動の発展に関する複数の問題に対する挑戦的で偶像破壊的な取り組みで知られる。ユーラシア帝国の興亡は、中央ユーラシアの起源・歴史・重要性を抜本的に見直すもの。

## 著作
- The Tibetan Empire in Central Asia (1987)[7]
- Medieval Tibeto-Burman Languages Vols I-III, editor (2002, 2006, 2008)[8]
- Koguryo, the Language of Japan's Continental Relatives (2004)[9][10]
- Phoronyms: Classifiers, Class Nouns, and the Pseudopartitive Construction (2007)
- Warriors of the Cloisters: The Central Asian Origins of Science in the Medieval World (2012)
- Empires of the Silk Road: A History of Central Eurasia from the Bronze Age to the Present (2009, 2011)[11][12] [リンク切れ]
  - ユーラシア帝国の興亡 : 世界史四〇〇〇年の震源地(邦訳版, 2017)
- Greek Buddha: Pyrrho's Encounter with Early Buddhism in Central Asia (2015)
- The Scythian Empire: Central Eurasia and the Birth of the Classical Age from Persia to China (2023)